# Markéta Vondroušová
Markéta Vondroušová (* 28. června 1999 Sokolov) je česká levoruká tenistka a wimbledonská vítězka, kterou se stala jako třetí Češka v roce 2023 po výhře nad Ons Džabúrovou. V souboji o titul na French Open 2019 podlehla Ashleigh Bartyové. Na odložených Letních olympijských hrách 2020 v Tokiu se stala stříbrnou medailistkou ve dvouhře. Ve své dosavadní kariéře na okruhu WTA Tour vyhrála tři singlové turnaje. V rámci okruhu ITF získala osm titulů ve dvouhře a šest ve čtyřhře.
Na žebříčku WTA byla ve dvouhře nejvýše klasifikována v září 2023 na 6. místě a ve čtyřhře v témže datu na 38. místě. Podruhé ji trénuje Jan Hernych, který ji vedl již do konce sezóny 2020. Dříve tuto roli plnili Dušan Karol, Zdeněk Kubík, Libor Salaba a od května 2021 Jan Mertl. Dlouhodobě v týmu působí jako kouč a mentor Jiří Hřebec. Od roku 2011 hraje za tenisový oddíl I. ČLTK Praha. V roce 2018 se stala také členkou armádního klubu ASC Dukla Praha.
V juniorském tenise ovládla s krajankou Miriam Kolodziejovou čtyřhru Australian Open 2015 a French Open 2015. V květnu téhož roku se na juniorském kombinovaném žebříčku ITF stala světovou jedničkou, jíž byla do US Open 2015.
V českém týmu Billie Jean King Cupu debutovala v roce 2017 semifinálem Světové skupiny proti Spojeným státům, v němž podlehla Coco Vandewegheové a porazila Lauren Davisovou. Američanky zvítězily 3:2 na zápasy. Do dubna 2025 v soutěži nastoupila k deseti mezistátním utkáním s bilancí 11–2 ve dvouhře a 2–0 ve čtyřhře.
V roce 2023 se stala třetím tenistou, který vyhrál českou anketu Sportovec roku a ovládla také národní tenisovou anketu Zlatý kanár.

## Juniorská kariéra
Tenis začala hrát ve čtyřech letech v Sokolově. Na Orange Bowlu 2014 vyhrála se CiCi Bellisovou čtyřhru v kategorii 18letých, když ve finále přehrály česko-slovenský pár Kolodziejová a Mihalíková.
Na juniorce Grand Slamu si zahrála dvě deblová finále. Na prvním z nich, French Open 2014, odešly s CiCi Bellisovou poraženy od rumunského páru Ioana Ducuová a Ioana Loredana Roșcová až v rozhodujícím supertiebreaku. Naopak finálový duel Australian Open 2015 s krajankou Miriam Kolodziejovou zvládly, když přehrály dvojici Katharina Hobgarská a Greet Minnenová. Vítězství z melbournského grandslamu dokázaly zopakovat i na následujícím French Open 2015, kde ve finálovém utkání deklasovaly šestý nasazený americký pár Caroline Dolehideová a Katerina Stewartová. V turnaji navíc neztratily v pěti zápasech ani set.
V juniorské dvouhře French Open 2014, Wimbledonu 2014 i French Open 2015 se probojovala do semifinále. V prvním případě byla nad její síly Ruska Darja Kasatkinová, ve druhém Lotyška Jeļena Ostapenková a ve třetím Španělka Paula Badosová. Startovala také na Letních olympijských hrách mládeže 2014, v singlu a ve čtyřhře se Simonou Heinovou.
Bodový zisk z květnového turnaje 56° Trofeo Bonfiglio 2015 v Miláně, kde ve finále zdolala Kanaďanku Charlotte Robillardovou-Milletteovou, ji 25. května 2015 katapultoval na 1. místo světového kombinovaného žebříčku ITF juniorek.

## Profesionální kariéra
První ženský turnaj na okruhu ITF odehrála v kvalifikaci květnového Sparta Prague Open 2014 s rozpočtem 100 tisíc dolarů, kde ve druhém kole vypadla s Američankou Madison Brengleovou. Do hlavní soutěže se poprvé probojovala na listopadovém turnaji v Antalyi 2014 s dotací 10 tisíc dolarů, na němž skončila ve druhém kole na raketě Rusky Kušchovové. Singlovou soutěž ovládla v květnu 2015 na antuce v Zelené Hoře, když ve finále zvítězila nad 331. ruskou hráčkou žebříčku a 22letou Natelou Dzalamidzeovou. Na stejném turnaji dokázala ovládnout i čtyřhru, když společně s krajankou Miriam Kolodziejovou porazila ve finále ruský pár Natela Dzalamidzeová a Margarita Lazarevová.
Premiérovou událostí na okruhu WTA Tour se stal dubnový J&T Banka Prague Open 2015, na který obdržela divokou kartu do kvalifikace. V ní zdolala Andreu Hlaváčkovou, Ons Džabúrovou, aby v jejím závěrečném kole podlehla Černohorce Dance Kovinićové.
V červnu 2015 si pak připsala druhý double během šesti týdnů, když dokázala na domácím turnaji Zubr Cup v Přerově s dotací 15 tisíc dolarů ovládnout jak dvouhru, tak i čtyřhru. Nejprve si s Miriam Kolodziejovou poradily ve finále soutěže čtyřhry s krajankami Martinou Boreckou a Jesikou Malečkovou, díky čemuž si obě tenistky – které spolu začaly hrát začátkem roku 2015 – vylepšily společnou bilanci na 28 vítězství z 28 odehraných utkání s bilancí setů 56–3. V singlové soutěži pak ve finále zdolala 334. hráčkou žebříčku a 20letou Jekatěrinu Alexandrovovou z Ruska.

### 2017: Premiérový titul na WTA Tour a průnik do Top 100
Do českého fedcupového týmu byla poprvé nominována v 17 letech na tampské semifinále světové skupiny Fed Cupu proti Spojeným státům, když jí na singlovém žebříčku patřilo 233. místo. V duelu již hrála jako 117. žena klasifikace. Nejdříve podlehla světové čtyřiadvacítce Coco Vandeweghové a v neděli porazila Lauren Davisovou. Američanky zvítězily 3:2 na zápasy.

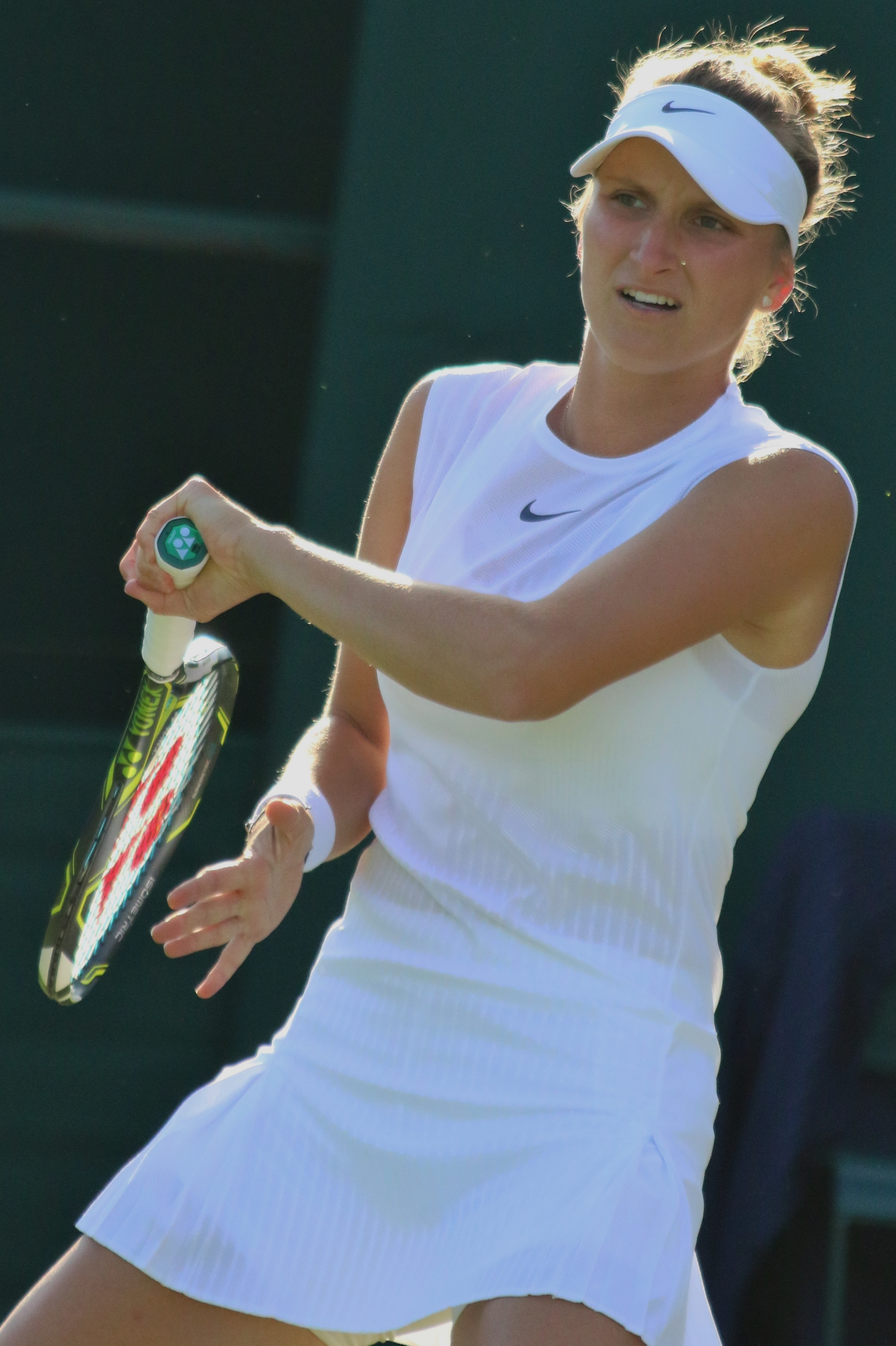
V úvodním kole Wimbledonu 2017 prohrála s Pcheng Šuaj

Při své druhé účasti na turnajích okruhu WTA Tour prošla tříkolovým kvalifikačním sítem debutového ročníku Ladies Open Biel Bienne. Na cestě do prvního kariérního finále zdolala v úvodním kole hlavní soutěže další kvalifikantku Linu Gjorčeskou z Makedonie. Poté dovolila uhrát jen čtyři gamy zkušenější Němce Annice Beckové. Mezi poslední osmičkou hráček vyřadila 58. ženu klasifikace Kristýnu Plíškovou. V úvodním setu využila sedmý setbol a duel ukončila ve druhé sadě prvním využitým mečbolem. Zajistila si tak debutový průnik do první dvoustovky. V semifinále vyřadila světovou osmnáctku a nejvýše nasazenou další krajanku Barboru Strýcovou. Favoritka přitom v prvním setu vedla 5–2 na gamy a promarnila setbol. Premiérově tak zdolala hráčku z elitní dvacítky a proti členkám Top 100 srovnala bilanci na 3–3. V boji o titul pak přehrála estonskou 99. ženu klasifikace Anett Kontaveitovou po dvousetovém průběhu a získala premiérovou trofej. V následném vydání žebříčku WTA postoupila z 233. příčky na kariérní maximum, když jí patřilo 117. místo.
Po trofeji z květnového turnaje ITF v Trnavě s dotací 100 tisíc dolarů, kde ve finále přehrála Verónicu Cepedeovou Roygovou, se 22. května 2017 poprvé posunula do elitní světové stovky, když jí patřila 94. příčka žebříčku WTA.
Debut v hlavní soutěži nejvyšší grandslamové kategorie zaznamenala v ženském singlu French Open po zvládnuté tříkolové kvalifikaci, v níž na její raketě postupně skončily Argentinka Nadia Podoroská, Rakušanka Barbara Haasová a čtrnáctá nasazená Ruska Anna Blinkovová. V prvním kole dvouhry deklasovala Francouzku startující na divokou kartu Amandine Hesseovou. Jednalo se o její třetí ze čtyř odehraných utkání na pařížském grandslamu, v nichž umožnila soupeřce získat pouze jediný game. Ve druhé fázi však podlehla dvacáté šesté nasazené Rusce Darje Kasatkinové po dvousetovém průběhu. V první fázi Wimbledonu proti Pcheng Šuaj ztratila náskok vyhraného setu a utkání prohrála. V debutovém grandslamovém ženském deblu postoupila s Američankou Catherine Bellisovou do čtvrtfinále, kde je zastavil pár Čan Chao-čching a Monica Niculescuová.
Na US Open nevyužila tři mečboly v utkání prvního kola s Ruskou Světlanou Kuzněcovovou a odešla poražena.

### 2018: Osmifinalistka US Open
Úvodní major sezóny Australian Open znamenal vyřazení ve druhém kole s Francouzkou Caroline Garciaovou. Na březnovém BNP Paribas Open v Indian Wells porazila ve druhém kole jedenáctou nasazenou Britku Johannu Kontaovou. V osmifinále ji vyřadila Chorvatka Petra Martićová.
Na dubnovém Ladies Open Lugano obhajovala trofej. Turnaj byl přemístěn z bielské haly na otevřené antukové dvorce do Lugana. V úvodním kole jako 52. hráčka žebříčku odvrátila tři mečboly proti Kazašce Julii Putincevové a navázala na výhru se stejnou soupeřkou z únorového Qatar Total Open. Ve druhé fázi však podlehla pozdější vítězce a belgické světové dvacítce Elise Mertensové. Bodová ztráta znamenala propad žebříčkem o dvacet jedna míst na 73. pozici. Stuttgartský Porsche Tennis Grand Prix přinesl výhru nad Julií Görgesovou a skreč v následném duelu se Svitolinovou. Vyřazení na French Open přišlo v prvním kole s Rumunkou Anou Bogdanovou.
Z travnaté sezóny si nepřipsala žádnou výhru, když odešla poražena v úvodních zápasech nizozemského Libéma Open, Mallorca Open i ve Wimbledonu, kde uhrála na Američanku Sachii Vickeryovou jen tři gamy.
Zlepšení formy zaznamenala na červencovém Ladies Championship Gstaad, probíhajícím na antuce. Po vítězství nad Jevgenijí Rodinovou prošla do semifinále, v němž nenašla recept na Lucemburčanku Mandy Minellaovou, přestože získala úvodní sadu. V přípravě na newyorský major ji v prvním kole Western & Southern Open v Cincinnati vyřadila Australanka Ashleigh Bartyová a na newhavenském Connecticut Open neprošla kvalifikačním sítem. Do třetí fáze grandslamu pak poprvé v kariéře postoupila během US Open, na němž zvládla zápasy s Němkou Monou Barthelovou i Eugenií Bouchardovou, jež odehrály kvalifikaci. Své maximum navýšila výhrou nad nizozemskou světovou třináctkou Kiki Bertensovou, která nedopodávala úvodní sadu za stavu 5–4 a ztratila ji v tiebreaku. Výpadek Vondroušové přišel při vedení 2–0 ve druhém setu, když v následných sedmi gamech uhrála jen tři míče. V rozhodujícím dějství opět dokázala dohnat ztrátu servisu a dokonce získala příležitost ukončit zápas na podání za stavu 6–5. Po jejím nevyužití však ovládla zkrácenou hru, v níž dovolila soupeřce jediný míč. Ukončila tím sérii osmizápasové neporazitelnosti Nizozemky. Ve čtvrtém kole proti ukrajinské 36. hráčce žebříčku Lesje Curenkové nevyužila zisk úvodní sady a náskok prolomeného servisu soupeřky ve druhém setu. Ukrajinka se nechala ošetřovat pro závratě a Vondroušové byla provedena bandáž pravého stehna. Curenková průběh utkání otočila do vítězného konce.

### 2019: Finalistka French Open a členka Top 15
Sezónu otevřela na Australian Open, kde v úvodním kole dvouhry vyřadila Rusku Jevgeniji Rodinovou a poté nestačila na Chorvatku Petru Martićovou. Do prvního grandslamového semifinále postoupila s Barborou Strýcovou v melbournské deblové soutěži. Před branami finále je zastavily pozdější šampionky Samantha Stosurová a Čang Šuaj po vyrovnaném třísetovém průběhu.
Na únorovém Hungarian Ladies Open v Budapešti na její raketě postupně dohrály Španělka Georgina Garcíaová Pérezová, Ruska Anna Blinkovová, rumunská hráčka Irina-Camelia Beguová a v semifinále další zástupkyně ruského tenisu Anastasija Potapovová. V boji o titul však prohrála s belgickou obhájkyní titulu a turnajovou jedničkou Alison Van Uytvanckovou. Od průběžného vedení 6–1 a 5–4 ztratila sedm gamů v řadě a do utkání se již nevrátila.
Na velkých březnových událostech ve Spojených státech poprvé prošla do čtvrtfinále. Do BNP Paribas Open v Indian Wells vstoupila výhrami nad Němkou Laurou Siegemundou a Ruskou Darjou Kasatkinovou, obhajující finálovou účast. Poté ve třísetových zápasech vyřadila Lotyšku Jeļenu Ostapenkovou i rumunskou světovou dvojku Simonu Halepovou. Mezi poslední osmičkou hráček ji však zastavila Ukrajinka Elina Svitolinová. Navazující Miami Open znamenal úvodní vítězství nad krajankou Strýcovou. Poté vyřadila Ostapenkovou, Belgičanku Elise Mertensovou a Němku Tatjanu Mariovou. Ve čtvrtfinále její cestu soutěží po 80 minutách ukončila Karolína Plíšková.
V dubnu plnila roli jedničky českého týmu ve světové baráži Fed Cupu proti Kanadě. K výhře Češek přispěla dvěma body z dvouher proti Leylah Annie Fernandezové a Rebecce Marinové. Druhé sezónní finále si zahrála na antukovém Istanbul Cupu. Probojovala se do něj po zvládnutých dvousetových duelech s pátou nasazenou Australankou Ajlou Tomljanovićovou, Světlanou Kuzněcovovou vracející se na okruh, Španělkou Larou Arruabarrenovou a Barborou Strýcovou. I počtvrté v kariéře pak v závěrečném utkání nenašla recept na šestou nasazenou Petru Martićovou, přestože v úvodním dějství ztratila jen jednu hru. Bodový zisk ji premiérově posunul na 40. místo žebříčku. Pro žaludeční potíže nestartovala na květnových J&T Banka Prague Open a Mutua Madrid Open. Na okruh se vrátila římským Internazionali BNL d'Italia z kategorie Premier 5. Potřetí v sezóně přehrála Strýcovou, když o postupující rozhodla až zkrácená hra třetí sady. Poté podruhé v roce zdolala třetí nasazenou Simonu Halepovou po vyhrané koncovce rozhodujícího setu. Ve třetím kole přešla přes Kasatkinovou. Stopku jí ovšem ve čtvrtfinále vystavila Britka Johanna Kontaová.
Do premiérového kariérního finále grandslamu se probojovala na antukovém French Open, a to jako první pařížská hráčka bez ztráty setu od Šafářové v roce 2015. V úvodních kolech si, z pozice třicáté osmé ženy klasifikace, poradila s Číňankou Wang Ja-fan, Ruskou Anastasijí Potapovovou, turnajovou osmadvacítkou Carlou Suárezovou Navarrovou a dvanáctou nasazenou Lotyškou Anastasijí Sevastovovou, která na ni uhrála jen dva gamy. Ve čtvrtfinále zdolala Chorvatku Petru Martićovou, čímž snížila pasivní bilanci vzájemných duelů na 1–4. Soupeřka v závěru úvodní sady nevyužila tři setboly v řadě. čímž Češka zahájila sérii 24 získaných míčů z 27 následně odehraných. Mezi zbývající čtveřicí oplatila římskou prohru 28leté Kontaové. V každé sadě přitom dokázala otočit nepříznivý vývoj gamů 3–5. V první z nich Britka nedokázala proměnit tři setboly. Ve finále grandslamu se objevila jako šestá česká tenistka od roku 1993 a v 19 letech jako první teenagerka v boji o titul na Roland-Garros od Ivanovićové v roce 2007, respektive první taková na grandslamu od Wozniacké na US Open 2009. V boji o titul hladce podlehla 23leté Australance Ashleigh Bartyové, na níž uhrála čtyři gamy. V úvodní sadě nezískala ani jediné podání. Na žebříčku WTA postoupila na 16. příčku a stala se nejmladší členkou elitní světové dvacítky.
Po dvoutýdenní pauze zahájila travnatou sezónu na Nature Valley International, kde ji ve druhém kole vyřadila Belgičanka Elise Mertensová. Na Wimbledon přijížděla v roli turnajové šestnáctky. Poprvé tak byla na grandslamu nasazená, v prvním kole však prohrála s Američankou Madison Brengleovou a pro bolesti levého zápěstí se odhlásila ze čtyřhry. Následně pak kvůli zranění vynechala celou US Open Series včetně US Open.
V září podstoupila operativní zákrok zápěstí v Ústavu chirurgie ruky a plastické chirurgie ve Vysokém nad Jizerou u Radka Kebrleho, jenž operoval také Petru Kvitovou, s plánovanou dvouměsíční rekonvalescencí. Předčasně tak zakončila sezónu, jíž završila jako světová šestnáctka.

### 2020: Semifinalistka Rome Masters
Sezónu rozehrála na prvním ročníku lednového Adelaide International, kde v úvodních dvou zápasech proti Tatjaně Mariové a Arině Rodionovové vyhrála tři ze čtyř setů „kanárem“. Ve čtvrtfinále ji vyřadila Australanka Ashleigh Bartyová, s níž ani ve čtvrtém utkání neuhrála žádný set. Jednalo se o její první vzájemný duel se světovou jedničkou. Více než jeden zápas na turnaj pak nevyhrála až do září. Třísetové klání v prvním kole Australian Open nezvládla proti Rusce Světlaně Kuzněcovové z šesté desítky žebříčku. Únorový St. Petersburg Ladies Trophy opustila po prohře s Australankou Ajlou Tomljanovićovou. Navazující Dubai Tennis Championships přinesl výhru nad čtyřicátou první v pořadí Anastasijí Sevastovovou, ale prohru ve druhé fázi od americké kvalifikantky Jennifer Bradyové. V premiérovém vzájemném utkání přitom získala úvodní sadu a ve druhé již vedla 4–1 na gamy. Soupeřka ale vyhrála jedenáct z dvanácti posledních her. Číňanka Čeng Saj-saj ji zastavila na úvod Qatar Total Open, pro ni posledního turnaje před pětiměsíčním přerušením sezóny kvůli koronavirové pandemii.
Na dvorce se vrátila srpnovým Palermo Ladies Open. Vstup na antuku však nezvládla, když ji zdolala slovinská teenagerka a kvalifikantka Kaja Juvanová z druhé světové stovky, přestože ji dělily dva míčky od vítězství. I na newyorském Western & Southern Open odešla poražena od kvalifikantky Laury Siegemundové, ačkoli v závěrečné sadě vedla 4–2 na gamy. Nepříznivou sérii přerušila během zářijového US Open, kde vyhrála nad Belgičankou Greet Minnenovou. Ve druhém utkání ovšem získala jen tři gamy na Bělorusku Aljaksandru Sasnovičovou z druhé stovky žebříčku a neproměnila žádnou z šesti brejkbolových možností. Do prvního semifinále v sezóně se probojovala na přeloženém Internazionali BNL d'Italia v Římě. Ve třetím kole svedla bitvu s padesátou ženou klasifikace Polonou Hercogovou, jíž rozhodla vyhraným tiebreakem v závěrečné sadě. Poté dovolila uhrát jen tři hry světové šestce Elině Svitolinové, než ji před branami finále i podruhé v kariéře zastavila čtvrtá hráčka pořadí Karolína Plíšková. V roli obhájkyně finálové účasti přijela na zářijové French Open. V prvním duelu získala jen tři gamy na útočně hrající 19letou Polku a pozdější šampionku Igu Świątekovou. Sezónu zakončila na 21. místě žebříčku.

### 2021: Stříbrná olympijská medailistka z tokijské dvouhry
Prvním turnajem v sezóně se stal dodatečně zařazený Abu Dhabi WTA Women’s Tennis Open v Abú Zabí, na němž jako osmá nasazená podlehla v prvním kole Tchajwance Sie Šu-wej až po nezvládnutém tiebreaku v rozhodujícím setu. Na únorové přípravě na melbournský grandslam, Yarra Valley Classic v Melbourne Parku, postoupila přes Nadiu Podoroskou do semifinále. V něm ji deklasovala světová patnáctka Garbiñe Muguruzaová, když uhrála jediný game. Na Australian Open postupně vyřadila Švédku Rebeccu Petersonovou, kanadskou kvalifikantku Rebeccu Marinovou a Rumunku Soranu Cîrsteaovou. V prvním melbournském osmifinále však podruhé v sezóně nestačila na deblovou světovou jedničku Sie Šu-wej. Grandslam odehrála s bolestivými třísly. Ve druhé fázi Dubai Tennis Championships získala úvodní dějství proti světové čtyřicítce Coco Gauffové, ale další dvě sady ztratila. Duel s 16letou Američankou probíhal ve vyhrocené atmosféře, když si soupeřka stěžovala na nepovolené pomáhání raketou při nepovedených nadhozech Vondroušové. Obě pak na sebe reagovaly při výměně stran. S dvanáctou ženou pořadí Belindou Bencicovou si poradila na Miami Open, než v osmifinále hladce prohrála s běloruskou světovou osmičkou Arynou Sabalenkovou.

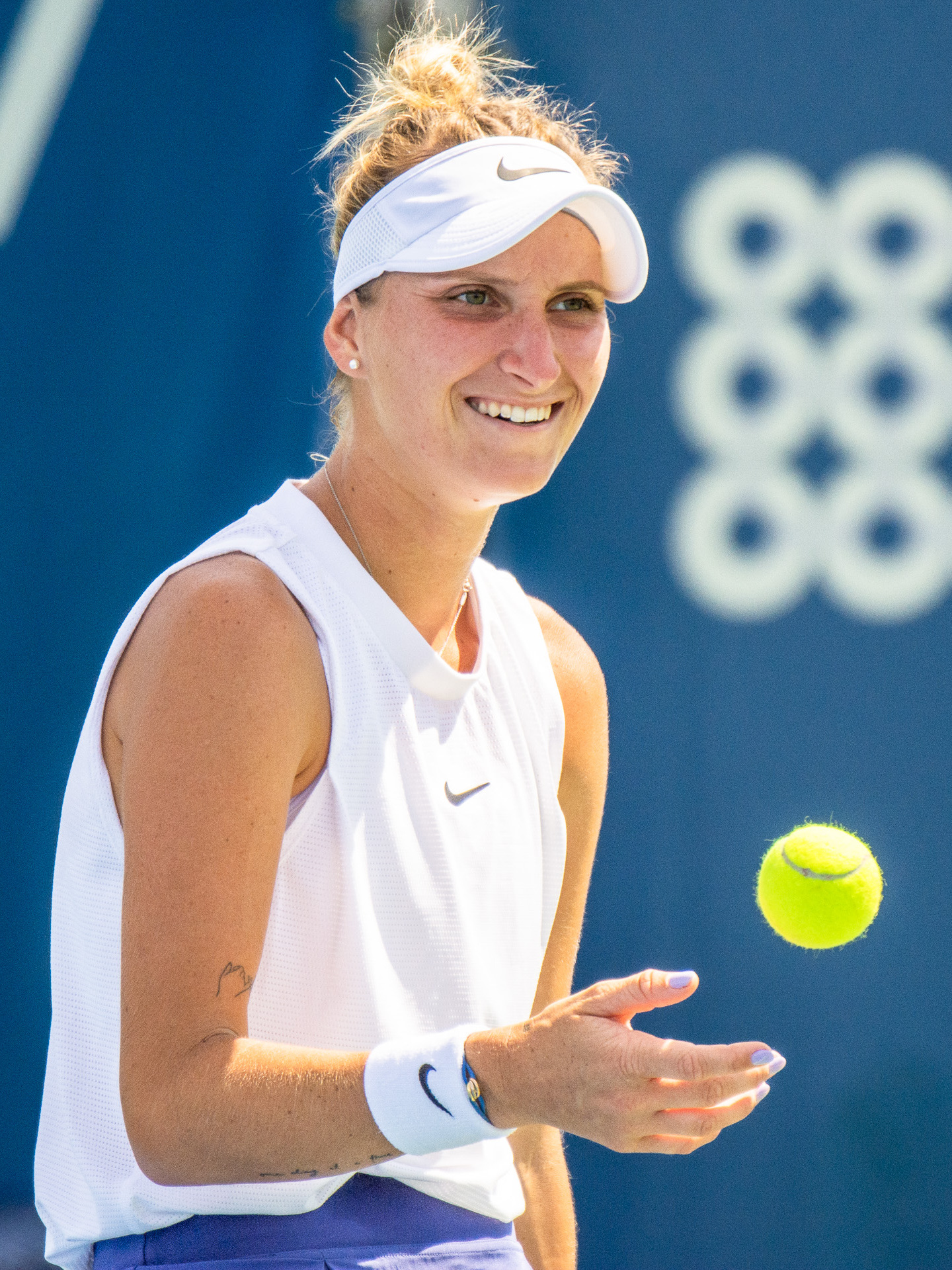
Na úvodním ročníku Chicago Open 2021 podlehla ve čtvrtfinále Cornetové

Před pařížským grandslamem vyhrála na antuce jediný duel během halového Porsche Tennis Grand Prix proti krajance Marii Bouzkové. Ve druhém kole skončila za necelou hodinu na raketě světové trojky Simony Halepové, která ji po dvou porážkách poprvé porazila. Mutua Madrid Open a římský Internazionali BNL d'Italia přinesly časná vyřazení od Angelique Kerberové, respektive Ajly Tomljanovićové, s níž duel dohrála až po tříhodinové přestávce pro déšť. V římské čtyřhře poprvé postoupila do finále deblové soutěže na okruhu WTA Tour. S Francouzkou Kristinou Mladenovicovou však v závěrečném zápase proti kanadsko-mexickému páru Sharon Fichmanová a Giuliana Olmosová nevyužily na konci druhého setu dva mečboly a ze supertiebreaku odešly poraženy. Přes Slovinku Polonu Hercogovou prošla do čtvrtého kola French Open, v němž její cestu soutěží ukončila 23letá Španělka Paula Badosová, figurující na třicáté páté příčce klasifikace.
Travnatou sezónu zahájila dvousetovými prohrami na berlínském bett1open a Viking International Eastbourne. V Berlíně podlehla ruské kvalifikantce a pozdější šampionce Ljudmile Samsonovové a v Eastbourne pak Tunisance Ons Džabúrové. Až při své čtvrté účasti ve Wimbledonu postoupila z prvního kola díky výhře nad dvacátou pátou ženou klasifikace Anett Kontaveitovou. Po bielském finále v roce 2017 ovládla s Estonkou i druhý duel. Poté však nestačila na 18letou britskou juniorku Emmu Raducanuovou, figurující až na 338. příčce žebříčku. Britka přitom nehrála 16 předchozích měsíců a grandslam v All England Clubu pro ni představoval teprve druhý turnaj na okruhu WTA Tour.
Na Letní olympijské hry do Tokia se kvalifikovala díky žebříčkové ochraně. Poslední čtvrté místo mezi Češkami získala namísto výše postavené Karolíny Muchové. Na úvod vyřadila šestnáctou nasazenou Kiki Bertensovou, která na turnaji ukončila profesionální kariéru. Poté zvládla duely s Rumunkou Mihaleou Buzărnescuovou a japonskou světovou dvojkou Naomi Ósakaovou. Po zisku první čtvrtfinálové sady proti Paule Badosové, Španělka zápas skrečovala pro vyčerpání. Do finále postoupila po hladké výhře nad ukrajinskou světovou šestkou Elinou Svitolinovou, s níž ztratila jen čtyři gamy. Jako první český tenista tak prošla do finále dvouhry na olympijském turnaji. V něm však podlehla dvanácté ženě klasifikace Belindě Bencicové ze Švýcarska. V olympijské čtyřhře vytvořila pár s Karolínou Plíškovou. Ve druhém kole je vyřadily pozdější brazilské bronzové medailistky Pigossiová se Stefaniovou, když nevyužily čtyři mečboly.

### 2022: Zranění zápěstí a půlroční herní výpadek
V Austrálii odehrála přípravný turnaj v Adelaide, kde ve dvouhře prohrála ve druhém kole tiebreak rozhodující setu s Anou Konjuhovou. Lépe si vedla v deblu, do kterého nastoupila s Terezou Martincovou. V boji o titul je porazily Japonky Eri Hozumiová a Makoto Ninomijová, které proti Češkám odvrátily mečbol. Na Australian Open prohrála ve třetím kole, když neudržela vedení proti běloruské světové dvojce Aryně Sabalenkové.
Na turnaji Dubai Tennis Championships z kategorie WTA 500 zvítězila včetně kvalifikace v šesti zápasech a postoupila až do semifinále. Do souboje s Ruskou Veronikou Kuděrmetovovou nezasáhla kvůli zranění pravého přitahovače. V Indian Wells zdolala ve třetím kole světovou pětku Anett Kontaveitovou, než ji v dalším kole po téměř třech hodinách boje zastavila Kuděrmetovová.
Roli týmové jedničky plnila v kvalifikačním kole Billie Jean King Cup proti Britkám. Vyhrála oba své singlové zápasy proti Harriet Dartové i světové dvanáctce Emmě Raducanuové, když celkem ztratila jenom tři gamy, a postup do finálového turnaje zajistila s Muchovou v závěrečném deblu. Posledním zápasem před herní pauzou se stalo první kolo Porsche Tennis Grand Prix, kde ji porazila světová desítka Ons Džabúrová.
Kvůli bolestem levého zápěstí podstoupila v květnu operaci. Na okruhu absentovala více než půl roku, což mělo na následek propad mimo elitní stovku žebříčku. První zápas po návratu odehrála v říjnu v Poitiers na nižším okruhu ITF.

### 2023: Vítězka Wimbledonu a průnik do Top 10
Sezónu otevřela čtvrtfinálovou účastí na turnaji v Adelaide z kategorie WTA 500, kde ji vyřadila světová pětka Aryna Sabalenková. Na Australian Open vstupovala díky chráněnému žebříčku. Po otočce v prvním kole proti Riskeové-Amritrajové ve druhém kole zaskočila světovou dvojku Ons Džabúrovou ve třech setech a třetí rok po sobě postoupila v Melbourne do třetího kola. V něm ji v ryze českém souboji vyřadila 17letá Linda Fruhvirtová. Do třetího kola postoupila i v deblové části turnaje po boku Miriam Kolodziejové. Ve druhém kole prohrávaly ve třetím setu proti sedmým nasazeným Beatriz Haddad Maiové a Čang Šuaj již 0–5 a 0:40, nakonec odvrátily devět mečbolů a sadu i zápas ovládly ve zkrácené hře poměrem 14–12. Po roční pauze zaznamenala semifinálovou účast na okruhu WTA, když do této fáze postoupila na Upper Austria Ladies Linz. V souboji o finále ji zastavila Anastasija Potapovová.
Velké severoamerické turnaje, na kterých startovala vinou postavení mimo první světovou stovku díky chráněnému žebříčku, jí přinesly dvě osmifinálové účasti. V Indian Wells porazila nasazené hráčky z první světové třicítky Marii Bouzkovou a znovu světovou čtyřku Džabúrovou, než ji přehrála v souboji dvou českých tenistek startující na chráněný žebříček Karolína Muchová. V Miami pak na její raketě dohrály světová jedenáctka Veronika Kuděrmetovová a česká světová sedmnáctka Karolína Plíšková, které oplatila měsíc starou porážku z Dubaje. Nad její síly v boji o postup mezi poslední osmičku byla Rumunka Sorana Cîrsteaová.
Antukový Madrid Open pro ni skončil po úspěšné kvalifikaci ve druhém kole hlavní soutěže na raketě Linetteové. Lépe si vedla na oblíbeném Internazionali BNL d'Italia v Římě, kde porazila Kanepiovou, deklasovala Andreescuovou a vyřadila i světovou osmičku Marii Sakkariovou. V osmifinále nestačila na pozdější vítězku Jelenu Rybakinovou. Z French Open byla vyřazena ve druhém kole, když prohrála se světovou devítkou Kasatkinovou.
Na travnaté dvorce vstupovala pouze s dvěma singlovými výhrami v hlavní soutěžích okruhu WTA. Již na berlínském bett1open dokázala počet vítězství zdvojnásobit, když opět porazila Andreescuovou a následně jí vzdala zápas druhého Niemeierová. V prvním travnatém čtvrtfinále nestačila na Sakkariovou. V berlínské čtyřhře spojila síly se světovou deblovou jedničkou Kateřinou Siniakovou. Společně postoupily až do finále, kde je porazily Caroline Garciaová a Luisa Stefaniová, přestože česká dvojice měla v závěru druhé sady tři mečboly.

#### Třetí česká wimbledonská šampionka

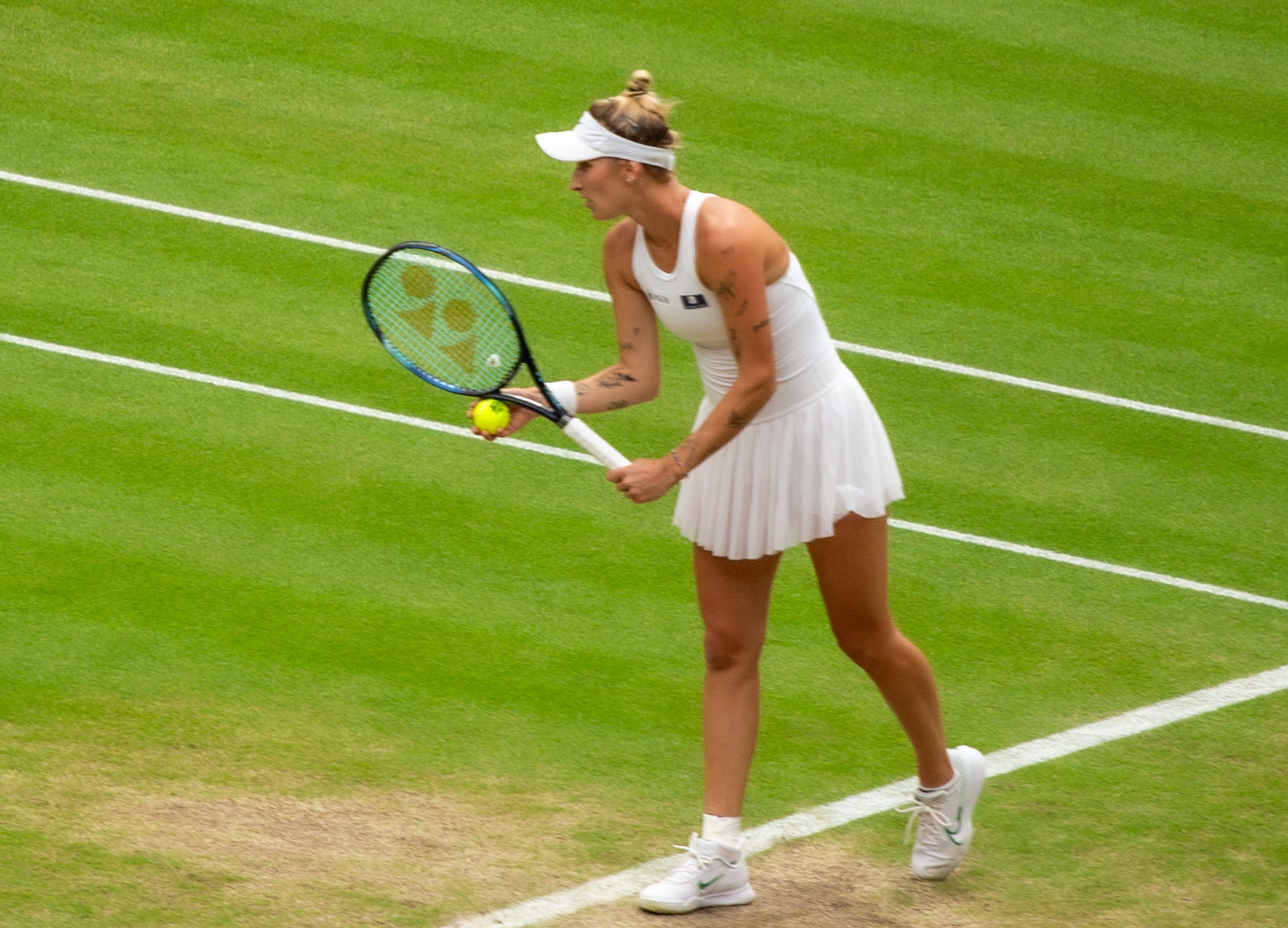
Ve Wimbledonu 2023 získala první grandslamový titul a stala se první nenasazenou i nejníže postavenou šampionkou londýnského grandslamu

Ve Wimbledonu porazila postupně Američanku Peyton Stearnsovou, světovou dvanáctku Veroniku Kuděrmetovovou a 21. hráčku světa Donnu Vekićovou, čímž zkompletovala osmifinálové účasti na všech grandslamech. Ve čtvrtém kole v českém souboji o čtvrtfinále otočila nepříznivě se vyvíjející utkání proti světové dvaatřicítce Marii Bouzkové. Mezi poslední osmičkou se utkala s americkou světovou čtyřku Jessicu Pegulaovou. V rozhodující sadě prohrávala již 1–4 na gamy a Pegulaová měla brejkbol na vedení 1–5, šňůrou pěti her však průběh otočila a nakonec po desáté kariérní výhře nad hráčkami z první desítky hodnocení postoupila do semifinále. Za předchozích třicet let se stala pátou levorukou semifinalistkou po Navrátilové, Kvitové, Šafářové a Kerberové.
V prvním grandslamovém semifinále dvou nenasazených hráček v otevřené éře porazila Ukrajinku Elinu Svitolinovou a postoupila do druhého grandslamového finále. Z pozice světové dvaačtyřicítky se, po Sereně Williamsové v roce 2018, stala druhou nejníže postavenou finalistkou od zavedení žebříčku WTA v roce 1975. Ve finále se potřetí v sezóně utkala s Ons Džabúrovou. Cestou do druhého wimbledonského finále v řadě porazila Tunisanka tři členky světové desítky a do utkání tak vstupovala jako favoritka. Češka však dokázala několikrát dohnat ztrátu podání, a díky pouhým 13 nevynuceným chybám oproti 31 tuniské světové šestky zvítězila, když proměnila druhý mečbol. Získala tak první grandslamový titul v ženském tenise a teprve druhý na okruhu WTA. Po Janě Novotné z roku 1998 a Petře Kvitové z let 2011 a 2014 triumfovala ve Wimbledonu jako třetí česká šampionka. Zároveň ovládla londýnský grandslam jako první nenasazená hráčka od zavedení systému nasazování v roce 1927 a pátá levoruká tenistka v open éře po Jonesové, Navrátilové, Kvitové a Kerberové. Před Wimbledonem vyhrála jen čtyři zápasy na trávě, menší počet tří vítězných zápasů před ziskem první wimbledonské trofeje v roce 1997 měla pouze Hingisová. Jako první grandslamová vítězka od Krejčíkové na French Open 2021 vyřadila Vondroušová na cestě za titulem pět nasazených hráček. Po skončení turnaje se poprvé posunula do elitní světové desítky žebříčku WTA, kterou uzavírala na 10. místě. Stala se tak šestou Češkou, která pronikla do Top 10 od roku 2000.

#### US Open Series, China Open a první účast na Turnaji mistryň
Po wimbledonském triumfu odehrála do závěru sezóny pět turnajů a dvě dvouhry na listopadovém finálovém turnaji Billie Jean King Cupu.
Na okruh se vrátila srpnovým National Bank Open v Montréalu, součásti severoamerické série na betonech. Na úvod vyřadila třiatřicátou hráčku žebříčku Majar Šarífovou po horším výkonu Egypťanky, a v nadstandardně kvalitním střetnutí Dánku Caroline Wozniackou, která se turnajem do světa profesionálního tenisu vrátila po třiapůl letech. Ve třetím kole však získala jen tři gamy na americkou světovou sedmičku a čerstvou washingtonskou šampionku Coco Gauffovou, která ukončila její devítizápasovou neporazitelnost. Další týden postoupila bez ztráty setu do čtvrtfinále cincinnatského Western & Southern Open, když přehrála členky elitní padesátky Kateřinu Siniakovou, Anastasiji Potapovovou a Sloane Stephensovou. Její cestu soutěží ukončla světová jednička Iga Świąteková, ačkoli v úvodní sadě vedla 5–3 a dvakrát podávala na ukončení setu. Na US Open vylepšila osmifinálové maximum z roku 2018 účasti mezi poslední osmičkou. Do newyorského grandslamu vstoupila dominantě, když v prvních třech duelech ztratila pouze sedm gamů. Po výhrách nad jihokorejskou kvalifikantkou z třetí stovky Han Na-re, Italkou Martinou Trevisanovou a dvacátou ženou klasifikace Jekatěrinou Alexandrovovou, zvládla za 2:13 hodiny i osmifinále proti Američance Payton Stearnsové, přestože ztratila úvodní sadu v tiebreaku a potýkala se s bolestí v rameně. Ve čtvrtfinále utržila dvousetovou porážku od světové sedmnáctky Madison Keysové. Proti Američance nezužitkovala ani jednu z devíti brejkových příležitostí, čímž skončila její jedenáctizápasová neporazitelnost na grandslamu.
Během obnovené podzimní asijské túry po zrušení proticovidových omezení, zasáhla jen do pekingského China Open. Na úvod podlehla Ukrajince Anhelině Kalininové z konce první třicítky žebříčku, když se dopustila devíti dvojchyb a pětkrát přišla o servis. V úvodním dějství přitom ztratila jen jediný game. V listopadu poprvé startovala na Turnaji mistryň, cancúnském WTA Finals. S dalšími účastnicemi kritizovala narychlo postavený dvorec s nekvalitním povrchem a nízkou úroveň zázemí turnaje představujícího vyvrcholení sezóny pro osm nejlepších hráček. Postupně nenašla recept na světovou dvojku Świątekovou, sedmičku Džabúrovou a trojku Gauffovou, jež i potřetí v kariéře Češku zdolala. Proti Polce prohospodařila v úvodní sadě náskok gamů 5–2, a po její ztrátě v tiebreaku, utržila v té druhé „kanára“. I ve třetím vzájemném klání neuhrála ani jeden set. Sezónu zakončila v roli jedničky českého výběru na finálovém turnaji Billie Jean King Cupu. K výhře v základní skupině přispěla rychlým vítězstvím nad Sofií Keninovou v zápase proti Spojeným státům. V semifinále však ve třech setech nestačila na členku čtvrté světové desítky Leylah Fernandezovou, která srovnala skóre na 1–1. Kanaďanky pak o postupu do svého prvního finále rozhodly bodem ze závěrečné čtyřhry.
Sezónu premiérově zakončila jako česká jednička, na sedmém místě žebříčku, znamenající meziroční posun o 92 příček výše.

### 2024: Nepovedený vstup do sezóny, semifinalistka Stuttgart Open a opuštění první světové desítky a zranění ramene
Sezónu zahájila na týmovém United Cupu, kde ve třech setech podlehla čínské světové patnáctce Čeng Čchin-wen a naopak ve třech setech porazila Srbku Olgu Danilovićovou z druhé stovky žebříčku. Česko však obě mezistátní utkání prohrálo a nepostoupilo ze základní skupiny. Po odhlášení z Adelaide International pro zranění kyčle se jejím prvním singlovým turnajem stalo grandslamové Australian Open, kde jako sedmá nasazená skončila již v prvním kole. Vyřadila ji 93. hráčka světa, ukrajinská kvalifikantka a pozdější semifinalistka Dajana Jastremská, která jí za hodinu a čtvrt povolila jenom tři gamy. Arabské Qatar Open představovalo postup do třetího kola, navzdory utrženému „kanáru“ na úvod od Minnenové. V osmifinále ji vyřadila Pavljučenkovová. Po boku krajanky Marie Bouzkové postoupila v katarské deblové soutěži do semifinále. První vítěznou sérii zaznamenala na navazujícím Dubai Tennis Championships, kde postoupila poprvé v sezóně do čtvrtfinále. V něm podlehla dvacáté druhé hráčce pořadí Soraně Cîrsteaové ve třech setech, přestože měla šest mečbolů a vedla 6–2 a 5–1. Kalifornský BNP Paribas Open v Indian Wells otevřela drtivou výhrou nad Peraovou, aby následně z turnaje odstoupila z osobních důvodů, které později specifikovala jako úmrtí dědy.
Na kurty se vrátila až v druhé polovině dubna na halové antuce stuttgartského Porsche Tennis Grand Prix, když porazila Vekičovou. Mezi poslední osmičkou zdolala světovou dvojku Arynu Sabalenkovou, proti níž přerušila sérii čtyř vzájemných porážek. Takto vysoko postavenou hráčku přehrála popáté v kariéře. V prvním semifinále od vítězného Wimbledonu podlehla Ukrajince Martě Kosťukové ze čtvrté desítky, která na cestě do finále vyřadila již třetí členku první světové desítky. Na navazujících velkých turnajích, Madrid Open a Italian Open, prohrála ve třetích kolech, když ji vyřadily 16letá Mirra Andrejevová, resp. stejně jako v Dubaji Cîrsteaová. Přes polskou kvalifikantku Magdalenu Fręchovou prošla do čtvrtfinále Internationaux de Strasbourg, poslední generálky před pařížským grandslamem. V něm ji zastavila Ukrajinka Anhelina Kalininová. Na French Open hrála jako pátá nasazená. Na její raketě postupně dohrály čtyři tenistky figurující mimo první stovku hodnocení – Španělka Rebeka Masárová, kvalifikantka Katie Volynetsová, přestože Vondroušové nadělila v prvním setu „kanára“, Francouzka startující na divokou kartu Chloé Paquetová a další kvalifikantka Olga Danilovićová. Do čtvrtfinále postoupila se všemi ostatními úřadujícími grandslamovými vítězkami, což se na grandslamu stalo poprvé od US Open 2012. Mezi poslední osmičkou ji vyřadila světová jednička Iga Świąteková, na kterou nenašla recept ani ve čtvrtém vzájemném utkání a v duelu získala jenom dvě hry. Před střetnutím přiznala, že ji v průběhu celého turnaje limitovala bolest ruky.
Jediný přípravný turnaj na londýnský grandslam odehrála na berlínském ecotrans Ladies Open, kde jako pátá nasazená přehrála – stejně jako na úvod French Open – Masárovou z konce první světové stovky. V závěru prvního setu druhého kola proti Anně Kalinské uklouzla a poranila si kyčelní kloub. Kvůli zranění zápas se slzami v očích skrečovala. Do Wimbledonu přesto přicestovala v roli obhájkyně titulu a šesté nasazené. V zahajovacím utkání na centrálním dvorci však ve dvou setech podlehla osmdesáté třetí ženě klasifikace Jessice Bouzasové Maneirové ze Španělska, která poprvé v kariéře porazila hráčku z Top 40. V otevřené éře se po Grafové z ročníku 1994 stala druhou wimbledonskou obhájkyní, která nezvládla vstup do turnaje. Mužskými obhájci Wimbledonu vyřazenými v úvodním kole byli Santana v roce 1967 a Hewitt v ročníku 2003. V rámci otevřené éry grandslamu se stala devátou obhájkyní trofeje, jež nevyhrála úvodní duel; naposledy předtím se tak stalo na US Open 2022 obhajující Raducanuové. Bodová ztráta znamenala, že se po roční přítomnosti v Top 10, propadla na konec druhé desítky klasifikace.
Na pařížské olympiádě měla obhajovat stříbro ze dvouhry a zároveň zasáhnout do čtyřhry po boku Karolíny Muchové. Necelý týden před rozehráním turnaje se odhlásila kvůli blíže nespecifikovanému zranění ruky. V českém týmu ji nahradila ve dvouhře Siniaková a ve čtyřhře Nosková. Během léta podstoupila operaci levého ramena, které ji vyřadilo ze zbytku probíhající sezóny.

### 2025: Návrat na dvorce a opětovné zdravotní problémy
Na dvorce se vrátila až v lednu 2025 na Adelaide International výhrou nad Pavljučenkovovou, proti které si ve třech setech pomohla celkem 22 esy. Ve druhém kole však při vedení o set nad světovou třináctkou Dianou Šnajderovou utkání skrečovala pro bolest v oblasti levého stehna. Na Australian Open měla být její první soupeřkou Jana Fettová, před utkáním však z turnaje odstoupila právě pro nedoléčené zranění stehna. Do čtvrtfinále postoupila v Abú Zabí, kde startovala díky divoké kartě pořadatelů, než ji zastavila po mateřské pauze vracející se Belinda Bencicová, která turnaj ovládla. Z Qatar TotalEnergies Open vypadla již v prvním kole, přestože v úvodním setu nadělila své přemožitelce Elině Svitolinové kanára. Ve druhém kole navazujícího Dubai Tennis Championships nestačila na Mirru Andrejevovou.Již během zápasu ji limitovalo bolavé levé rameno, kvůli jeho opětovnému zranění vynechala severoamerické turnaje v Indian Wells a Miami. Na dvorce se měla vrátit během květnového Rome Masters, ze kterého se pár minut před utkáním prvního kola proti Číňance Sin-jWang odhlásila. Následně se na Instagramu vyjádřila ke kritice ze strany především českých fanoušků nejen vůči ní, ale ostatním českým tenistkám, které taktéž byly nuceny ze zdravotních důvodů z turnaje odstoupit, když napsala, že jí „je tu strašně moc nenávisti, které nerozumí.“ a vyzvala k větší empatii místo souzení.
Na dvorce se vrátila až na French Open v roli obhájkyně čtvrtfinálové účasti. Na úvod porazila kvalifikantku Oxanu Selechmetěvovou a ve druhém kolo 25. nasazenou Polku Magdalenu Fręchovou ve třech setech. Ve třetím kole neudržela vedení o set proti světové trojce Jessice Pegulaové. Bodová ztráta znamenala propad z konce první stovky na 160. místo.
Jako 164. hráčka světa otevřela Berlin Open, kde startovala díky chráněnému žebříčku, výhrou nad světovou šestkou Madison Keysovu, když lépe zvládla koncovky obou setů. Ve třech setech následně přehrála Šnajderovou a ve dvou setech Džabúrovou. V semifinále pak poprvé v kariéře porazila světovou jedničku, když porazila ve dvou setech Arynu Sabalenkovou. Jako 164. žena klasifikace se stala třetí nejníže postavenou přemožitelkou světové jedničky od zavedení žebříčku WTA v roce 1975. Ve finále zdolala čínskou kvalifikantku Wang Sin-jü a získala tak třetí singlový titul na okruhu, druhý na trávě a první po téměř dvou letech. Bodový zisk ji posunul zpět do elitní stovky, na 73. pozici. Do Wimbledonu tak vstupovala jako mírná favoritka, přestože nefigurovala mezi nasazenými hráčkami. Na úvod vyřadila 32. nasazenou Američanku McCartney Kesslerovou, ve druhém však nad její síly byla, stejně jako v roce 2021 ve stejné fázi, Britka Emma Raducanuová.

## Herní styl
Ve své hře často využívá zkrácení hry. Styl vychází z chytrého tenisu se širokou paletou úderů. K jeho osvojení přispěla spolupráce s jedním z prvních trenérů Janem Fuchsem, jenž ho rovněž praktikoval. Ve své hře spoléhá na dlouhé výměny s minimem chyb a jistým levoručným forhendem s vysokým topspinem. Vyjma obliby překvapivých kraťasů popsala svůj styl slovy: „Pouze se snažím o agresivní hru, a možná o něco na způsob mixování úderů, při snaze dobře podávat a pohybovat se“. Oblíbeným povrchem je antuka, na níž vyrostla. Pro svůj způsob hry preferuje i tvrdý povrch. Na okruhu se zařadila mezi nejlepší hráčky na příjmu. V sezóně 2019 se na túře WTA stala nejlépe returnující tenistkou po prvním servisu, u hráček s minimálně deseti zápasy. Z takto zreturnovaných míčů dokázala vyhrát 43,4 % výměn. Daný rok rovněž ovládla statistiku procentuální úspěšnosti vítězných gamů na příjmu i celkově získaných bodů na returnu.

## Soukromý život
V červenci 2022 se provdala za Štěpána Šimka. V civilním životě přijala jeho příjmení Šimková, zatímco na tenisových okruzích si ponechala příjmení Vondroušová. Svatba se konala na zámku Château Mcely v okrese Nymburk. V roce 2024 následoval rozvod. Koncem července 2024 oznámila vztah s českým tenistou Andrewem Paulsonem.

## Finále na Grand Slamu

### Ženská dvouhra: 2 (1–1)
| Stav       | rok  | turnaj      | povrch | soupeřka ve finále | výsledek |
| ---------- | ---- | ----------- | ------ | ------------------ | -------- |
| Finalistka | 2019 | French Open | antuka | Ashleigh Bartyová  | 1–6, 3–6 |
| Vítězka    | 2023 | Wimbledon   | tráva  | Ons Džabúrová      | 6–4, 6–4 |

## Utkání o olympijské medaile

### Ženská dvouhra: 1 (1 stříbro)
| Stav    | rok  | místo konání    | povrch | soupeřka          | výsledek      |
| ------- | ---- | --------------- | ------ | ----------------- | ------------- |
| Stříbro | 2020 | Tokio, Japonsko | tvrdý  | Belinda Bencicová | 5–7, 6–2, 3–6 |

## Finále na okruhu WTA Tour
| Legenda                                          |
| ------------------------------------------------ |
| D – dvouhra; Č – čtyřhra                         |
| Grand Slam (1–1 D)                               |
| Olympijské hry (0–1 D)                           |
| Turnaj mistryň (0)                               |
| Premier Mandatory & Premier 5 / WTA 1000 (0–1 Č) |
| Premier / WTA 500 (1–0 D, 0–1 Č)                 |
| International / WTA 250 (1–2 D; 0–1 Č)           |

### Dvouhra: 7 (3–4)
| Stav       | č. | datum             | turnaj                                | kategorie      | povrch    | soupeřka ve finále     | výsledek             |
| ---------- | -- | ----------------- | ------------------------------------- | -------------- | --------- | ---------------------- | -------------------- |
| Vítězka    | 1. | 16. dubna 2017    | Biel/Bienne, Švýcarsko                | International  | tvrdý (h) | Anett Kontaveitová     | 6–4, 7–6(8–6)        |
| Finalistka | 1. | 24. února 2019    | Budapešť, Maďarsko                    | International  | tvrdý (h) | Alison Van Uytvancková | 6–1, 5–7, 2–6        |
| Finalistka | 2. | 28. dubna 2019    | Istanbul, Turecko                     | International  | antuka    | Petra Martićová        | 6–1, 4–6, 1–6        |
| Finalistka | 3. | 8. června 2019    | French Open, Paříž, Francie           | Grand Slam     | antuka    | Ashleigh Bartyová      | 1–6, 3–6             |
| Finalistka | 4. | 31. července 2021 | Tokio, Japonsko                       | Olympijské hry | tvrdý     | Belinda Bencicová      | 5–7, 6–2, 3–6        |
| Vítězka    | 2. | 15. července 2023 | Wimbledon, Londýn, Spojené království | Grand Slam     | tráva     | Ons Džabúrová          | 6–4, 6–4             |
| Vítězka    | 3. | 22. června 2025   | Berlín, Německo                       | WTA 500        | tráva     | Wang Sin-jü            | 7–6(12–10), 4–6, 6–2 |

### Čtyřhra: 3 (0–3)
| Stav       | č. | datum           | turnaj              | kategorie | povrch | spoluhráčka            | soupeřky ve finále                  | výsledek               |
| ---------- | -- | --------------- | ------------------- | --------- | ------ | ---------------------- | ----------------------------------- | ---------------------- |
| Finalistka | 1. | 16. května 2021 | Řím, Itálie         | WTA 1000  | antuka | Kristina Mladenovicová | Sharon Fichmanová Giuliana Olmosová | 6–4, 5–7, [5–10]       |
| Finalistka | 2. | 14. ledna 2022  | Adelaide, Austrálie | WTA 250   | tvrdý  | Tereza Martincová      | Eri Hozumiová Makoto Ninomijová     | 6–1, 6–7(4–7), [7–10]  |
| Finalistka | 3. | 25. června 2023 | Berlín, Německo     | WTA 500   | tráva  | Kateřina Siniaková     | Caroline Garciaová Luisa Stefaniová | 6–4, 6–7(8–10), [4–10] |

## Finále série WTA 125
| Legenda                  |
| ------------------------ |
| D – dvouhra; Č – čtyřhra |
| WTA 125 (0–1 Č)          |

### Čtyřhra: 1 (0–1)
| Stav       | č. | datum         | turnaj          | povrch    | spoluhráčka         | soupeřky ve finále        | výsledek |
| ---------- | -- | ------------- | --------------- | --------- | ------------------- | ------------------------- | -------- |
| Finalistka | 1. | prosinec 2022 | Angers, Francie | tvrdý (h) | Miriam Kolodziejová | Alycia Parksová Čang Šuaj | 2–6, 2–6 |

## Finále na okruhu ITF
| Dotace turnajů okruhu ITF | Dotace turnajů okruhu ITF |
| ------------------------- | ------------------------- |
| 100 000 $ tournaments     | 80 000 $ tournaments      |
| 75 000 $ tournaments      | 60 000 $ tournaments      |
| 50 000 $ tournaments      | 25 000 $ tournaments      |
| 15 000 $ tournaments      | 10 000 $ tournaments      |

### Dvouhra: 11 (8–3)
| Stav       | č. | datum             | turnaj                         | kategorie | povrch    | soupeřka ve finále         | výsledek      |
| ---------- | -- | ----------------- | ------------------------------ | --------- | --------- | -------------------------- | ------------- |
| Finalistka | 1. | 2. března 2015    | Šarm aš-Šajch, Egypt           | 10 000    | tvrdý     | Věra Lapková               | 5–7, 3–6      |
| Vítězka    | 1. | 11. května 2015   | Zelená Hora, Polsko            | 10 000    | antuka    | Natela Dzalamidzeová       | 6–3, 6–3      |
| Vítězka    | 2. | 20. června 2015   | Přerov, Česko                  | 15 000    | antuka    | Jekatěrina Alexandrovová   | 6–1, 6–4      |
| Vítězka    | 3. | 14. března 2016   | Antalya, Turecko               | 10 000    | antuka    | Lisa Sabinová              | 6–2, 6–0      |
| Vítězka    | 4. | 22. ledna 2017    | Stuttgart, Německo             | 15 000    | tvrdý (h) | Anna Zajová                | 3–6, 6–2, 6–1 |
| Vítězka    | 5. | 5. února 2017     | Grenoble, Francie              | 25 000    | tvrdý (h) | Anna Blinkovová            | 7–5, 6–4      |
| Finalistka | 2. | 19. února 2017    | Perth, Austrálie               | 25 000    | tvrdý     | Marie Bouzková             | 6–1, 3–6, 2–6 |
| Finalistka | 3. | 5. března 2017    | Clare, Austrálie               | 25 000    | tvrdý     | Beatriz Haddad Maiová      | 2–6, 2–6      |
| Vítězka    | 6. | 21. května 2017   | Trnava, Slovensko              | 100 000   | antuka    | Verónica Cepedeová Roygová | 7–5, 7–6(7–3) |
| Vítězka    | 7. | 30. července 2017 | Praha, Česko                   | 80 000    | antuka    | Karolína Muchová           | 7–5, 6–1      |
| Vítězka    | 8. | 6. listopadu 2022 | Shrewsbury, Spojené království | 100 000   | tvrdý (h) | Eva Lysová                 | 7–5, 6–2      |

### Čtyřhra: 8 (6–2)
| Stav       | č. | datum             | turnaj                         | kategorie | povrch    | spoluhráčka         | soupeřky ve finále                        | výsledek              |
| ---------- | -- | ----------------- | ------------------------------ | --------- | --------- | ------------------- | ----------------------------------------- | --------------------- |
| Vítězka    | 1. | 2. března 2015    | Šarm aš-Šajch, Egypt           | 10 000    | tvrdý     | Věra Lapková        | Anna Morginová Caroline Rohdeová-Moeová   | 6–2, 6–4              |
| Vítězka    | 2. | 11. května 2015   | Zelená Hora, Polsko            | 10 000    | antuka    | Miriam Kolodziejová | Natela Dzalamidzeová Margarita Lazarevová | 6–2, 6–2              |
| Vítězka    | 3. | 19. června 2015   | Přerov, Česko                  | 15 000    | antuka    | Miriam Kolodziejová | Martina Borecká Jesika Malečková          | 6–4, 6–1              |
| Finalistka | 1. | 10. srpna 2015    | Praha, Česko                   | 75 000    | antuka    | Miriam Kolodziejová | Kateřina Kramperová Bernarda Peraová      | 6–7(4–7), 7–5, [1–10] |
| Finalistka | 2. | 14. března 2016   | Antalya, Turecko               | 10 000    | antuka    | Natálie Novotná     | Olga Dorošinová Anastasija Vasyljevová    | 2–6, 1–6              |
| Vítězka    | 4. | 21. ledna 2017    | Stuttgart, Německo             | 15 000    | tvrdý (h) | Miriam Kolodziejová | Anita Husarićová Kimberley Zimmermannová  | 7–6(7–3), 7–5         |
| Vítězka    | 5. | 30. října 2022    | Poitiers, Francie              | 80 000    | tvrdý (h) | Miriam Kolodziejová | Jessika Ponchetová Renata Voráčová        | 6–4, 6–3              |
| Vítězka    | 6. | 6. listopadu 2022 | Shrewsbury, Spojené království | 100 000   | tvrdý (h) | Miriam Kolodziejová | Jessika Ponchetová Renata Voráčová        | 7–6(7–4), 6–2         |

## Finále na juniorce Grand Slamu

### Čtyřhra juniorek: 3 (2–1)
| Stav       | rok  | turnaj          | povrch | spoluhráčka         | soupeřky ve finále                       | výsledek         |
| ---------- | ---- | --------------- | ------ | ------------------- | ---------------------------------------- | ---------------- |
| Finalistka | 2014 | French Open     | antuka | CiCi Bellisová      | Ioana Ducuová Ioana Loredana Roșcová     | 1–6, 7–5, [9–11] |
| Vítězka    | 2015 | Australian Open | tvrdý  | Miriam Kolodziejová | Katharina Hobgarská Greet Minnenová      | 7–5, 6–4         |
| Vítězka    | 2015 | French Open     | antuka | Miriam Kolodziejová | Caroline Dolehideová Katerina Stewartová | 6–0, 6–3         |

## Chronologie výsledků na Grand Slamu

### Dvouhra
| Turnaj          | 2016 | 2017    | 2018    | 2019    | 2020    | 2021    | 2022    | 2023    | 2024    | 2025    | SR     | V–P   |
| --------------- | ---- | ------- | ------- | ------- | ------- | ------- | ------- | ------- | ------- | ------- | ------ | ----- |
| Australian Open | A    | A       | 2. kolo | 2. kolo | 1. kolo | 4. kolo | 3. kolo | 3. kolo | 1. kolo | A       | 0 / 7  | 9–7   |
| French Open     | A    | 2. kolo | 1. kolo | F       | 1. kolo | 4. kolo | A       | 2. kolo | ČF      | 3. kolo | 0 / 8  | 17–8  |
| Wimbledon       | A    | 1. kolo | 1. kolo | 1. kolo | NH      | 2. kolo | A       | Vítěz   | 1. kolo | 2. kolo | 1 / 7  | 9–6   |
| US Open         | A    | 1. kolo | 4. kolo | A       | 2. kolo | 2. kolo | A       | ČF      | A       |         | 0 / 5  | 9–5   |
| výhry–prohry    | 0–0  | 1–3     | 4–4     | 7–3     | 1–3     | 8–4     | 2–1     | 14–3    | 4–3     | 3–2     | 1 / 27 | 44–26 |

### Čtyřhra
| Turnaj          | 2017    | 2018    | 2019    | 2020    | 2021    | 2022    | 2023    | 2024 | 2025    | SR     | V–P   |
| --------------- | ------- | ------- | ------- | ------- | ------- | ------- | ------- | ---- | ------- | ------ | ----- |
| Australian Open | A       | 1. kolo | SF      | 1. kolo | 2. kolo | 2. kolo | 3. kolo | A    | A       | 0 / 6  | 8–6   |
| French Open     | A       | 1. kolo | 2. kolo | A       | A       | A       | 2. kolo | A    | A       | 0 / 3  | 2–2   |
| Wimbledon       | ČF      | 1. kolo | A       | NH      | 2. kolo | A       | 3. kolo | A    | 1. kolo | 0 / 5  | 6–5   |
| US Open         | 1. kolo | A       | A       | A       | 2. kolo | A       | 3. kolo | A    |         | 0 / 3  | 3–2   |
| výhry–prohry    | 3–2     | 0–3     | 5–1     | 0–1     | 3–3     | 1–1     | 7–2     | 0–0  | 0–1     | 0 / 17 | 19–15 |

Vysvětlivky
1. ↑  Odstoupení před 2. kolem French Open 2019 nebylo započítáno jako porážka.
2. ↑  Odstoupení před 3. kolem Wimbledonu 2023 nebylo započítáno jako porážka.
3. ↑  Odstoupení před 3. kolem US Open 2023 nebylo započítáno jako porážka.

| Legenda | Legenda                                   | Legenda | Legenda                     |
| ------- | ----------------------------------------- | ------- | --------------------------- |
| SR      | poměr vyhraných turnajů ku všem odehraným | W–L V–P | výhry–prohry                |
| NH      | daný rok se turnaj nekonal                | A       | turnaje se hráč nezúčastnil |
| 1Q / LQ | prohra v (kole) kvalifikace               | 1k / 1R | prohra v daném kole turnaje |
| QF / ČF | prohra ve čtvrtfinále                     | SF      | prohra v semifinále         |
| F       | prohra ve finále                          | Vítěz   | vítězství v turnaji         |

## Vítězství nad hráčkami Top 10
Přehled
| Sezóna    | 2019 | 2020 | 2021 | 2022 | 2023 | 2024 | 2025 | Celkem |
| --------- | ---- | ---- | ---- | ---- | ---- | ---- | ---- | ------ |
| Vítězství | 2    | 1    | 2    | 1    | 5    | 1    | 2    | 14     |

Vítězství
| Č.                                                                          | hráčka top 10      | WTA | turnaj                                | povrch     | fáze        | skóre              | MV   |
| --------------------------------------------------------------------------- | ------------------ | --- | ------------------------------------- | ---------- | ----------- | ------------------ | ---- |
| Sezóna 2019                                                                 |                    |     |                                       |            |             |                    |      |
| 1.                                                                          | Simona Halepová    | 2.  | Indian Wells, Spojené státy           | tvrdý      | 4. kolo     | 6–2, 3–6, 6–2      | 61.  |
| 2.                                                                          | Simona Halepová    | 2.  | Řím, Itálie                           | antuka     | 2. kolo     | 2–6, 7–5, 6–3      | 44.  |
| Sezóna 2020                                                                 |                    |     |                                       |            |             |                    |      |
| 3.                                                                          | Elina Svitolinová  | 6.  | Řím, Itálie                           | antuka     | čtvrtfinále | 6–3, 6–0           | 19.  |
| Sezóna 2021                                                                 |                    |     |                                       |            |             |                    |      |
| 4.                                                                          | Naomi Ósakaová     | 2.  | LOH – Tokio, Japonsko                 | tvrdý      | 3. kolo     | 6–1, 6–4           | 42.  |
| 5.                                                                          | Elina Svitolinová  | 6.  | LOH – Tokio, Japonsko                 | tvrdý      | semifinále  | 6–3, 6–1           | 42.  |
| Sezóna 2022                                                                 |                    |     |                                       |            |             |                    |      |
| 6.                                                                          | Anett Kontaveitová | 5.  | Indian Wells, Spojené státy           | tvrdý      | 3. kolo     | 3–6, 7–5, 7–6(7–5) | 33.  |
| Sezóna 2023                                                                 |                    |     |                                       |            |             |                    |      |
| 7.                                                                          | Ons Džabúrová      | 2.  | Australian Open, Melbourne, Austrálie | tvrdý      | 2. kolo     | 6–1, 5–7, 6–1      | 86.  |
| 8.                                                                          | Ons Džabúrová      | 4.  | Indian Wells, Spojené státy           | tvrdý      | 3. kolo     | 7–6(7–5), 6–4      | 105. |
| 9.                                                                          | Maria Sakkariová   | 8.  | Řím, Itálie                           | antuka     | 3. kolo     | 7–5, 6–3           | 70.  |
| 10.                                                                         | Jessica Pegulaová  | 4.  | Wimbledon, Londýn, Spojené království | tráva      | čtvrtfinále | 6–4, 2–6, 6–4      | 42.  |
| 11.                                                                         | Ons Džabúrová      | 6.  | Wimbledon, Londýn, Spojené království | tráva      | finále      | 6–4, 6–4           | 42.  |
| Sezóna 2024                                                                 |                    |     |                                       |            |             |                    |      |
| 12.                                                                         | Aryna Sabalenková  | 2.  | Stuttgart, Německo                    | antuka (h) | čtvrtfinále | 3–6, 6–3, 7–5      | 8.   |
| Sezóna 2025                                                                 |                    |     |                                       |            |             |                    |      |
| 13.                                                                         | Madison Keysová    | 6.  | Berlín, Německo                       | tráva      | 1. kolo     | 7–5, 7–6(8–6)      | 164. |
| 14.                                                                         | Aryna Sabalenková  | 1.  | Berlín, Německo                       | tráva      | semifinále  | 6–2, 6–4           | 164. |
| WTA – postavení soupeřky na žebříčku výhra nad úřadující světovou jedničkou |                    |     |                                       |            |             |                    |      |

## Postavení na konečném žebříčku WTA

### Dvouhra
| Rok    | 2015 | 2016   | 2017  | 2018  | 2019  | 2020  | 2021  | 2022  | 2023 | 2024 |
| Pořadí | 429. | ▲ 374. | ▲ 67. | ▬ 67. | ▲ 16. | ▼ 21. | ▼ 35. | ▼ 99. | ▲ 7. | —    |

### Čtyřhra
| Rok    | 2015 | 2016 | 2017 | 2018   | 2019   | 2020   | 2021  | 2022   | 2023  | 2024 |
| Pořadí | 386. | —    | 155. | ▼ 634. | ▲ 100. | ▼ 600. | ▲ 65. | ▼ 119. | ▲ 44. | —    |